# Gvardeïsk
Gvardeïsk (en russe : Гвардейск ; en allemand : Tapiau ; en lituanien : Tepliava ou Tepliuva ; en polonais : Tapiawa ou Tapiewo), est une ville de l'oblast de Kaliningrad, en Russie, et le centre administratif du raïon de Gvardeïsk. Sa population s'élevait à 13 582 habitants en 2013.

## Géographie
Gvardeïsk est située sur la rive droite de la rivière Pregolia, à 37 km à l'est de Kaliningrad et à 1 057 km à l'ouest de Moscou. La ville est desservie par la route fédérale A229, qui passe au nord de la ville.

## Histoire
La première mention connue du site de Tapiau — aujourd'hui Gvardeïsk — remonte à 1255 ; c'était alors un fort des Vieux Prussiens. Les chevaliers teutoniques y construisirent un château (1283-1290). Les archives de l'Ordre y furent conservées de 1469 à 1722. La ville de Tapiau fit partie du duché de Prusse, puis du royaume de Prusse et, à ce titre, de l'Empire allemand. De 1818 à 1945, la vile de Tapiau fait partie de l'arrondissement de Wehlau dans le district de Königsberg.
|  |

Contrairement à la plupart des autres villes de la province de Prusse-Orientale, Tapiau ne fut presque pas endommagée par la Seconde Guerre mondiale. Après la guerre, en 1945, elle fut annexée par l'Union soviétique et renommée Gvardeïsk en 1946. La population allemande fut évacuée ou plus tard expulsée vers l'ouest et remplacée par des Russes.

## Population
Recensements (*) ou estimations de la population
| 1875  | 1890  | 1895  | 1910  | 1933  |
| ----- | ----- | ----- | ----- | ----- |
| 2 679 | 3 763 | 4 061 | 5 986 | 7 683 |

| 1939  | 1959* | 1970*  | 1979*  | 1989*  |
| ----- | ----- | ------ | ------ | ------ |
| 9 326 | 7 560 | 10 544 | 10 819 | 11 904 |

| 2002*  | 2006   | 2010*  | 2012   | 2013   |
| ------ | ------ | ------ | ------ | ------ |
| 14 572 | 13 552 | 13 899 | 13 779 | 13 582 |